# Кондрашкин, Сергей Алексеевич
Сергей Алексеевич Кондрашкин (22 июня 1964 года) — советский самбист, призёр чемпионата СССР, обладатель Кубка СССР, мастер спорта СССР международного класса, тренер-преподаватель высшей категории. Награждён Почётным знаком «За заслуги в развитии физической культуры и спорта в Московской области».

## Спортивные результаты
- Кубок СССР по самбо 1987 года — ;
- Самбо на летней Спартакиаде народов СССР 1986 — ;
- Чемпионат СССР по самбо 1987 — ;
- Международный турнир по самбо «Мемориал А. А. Харлампиева» — .